# Ивкова слава (филм из 2005)
Ивкова слава је српскa филмска комедија из 2005. године, коју је режирао Здравко Шотра по сопственом сценарију, базираном на истоименој приповетки Стевана Сремца.
Главне улоге тумаче Зоран Цвијановић, Наташа Нинковић, Драган Бјелогрлић, Милорад Мандић, Срђан Тодоровић, Никола Ђуричко, Аница Добра, Драган Николић, Бранимир Брстина и Велимир Бата Живојиновић.
Филм је премијерно приказан 3. новембра 2005. у Београду.

## Радња
Радња филма се дешава у Нишу, крајем 19. века након ослобођења и непосредно након успостављања железничке линије Београд - Ниш.
Баш у то време, угледни нишки домаћин јорганџија Ивко решио је да у миру и слободи прослави Ђурђевдан, своју крсну славу. Након вишедневних припрема под будним надзором Кеве, Ивкове жене, освануо је и славски дан. Напунила се кућа угледним и мање угледним грађанима, а на чело стола као и сваке године засели су Ивкови верни пријатељи, надалеко чувени маштар и лажов Калча, испичутура Смук и велики јешник Курјак. Своје место за столом нашао је и Светислав, младић који се увукао на славу загледан у Мариолу, девојку која служи госте, и за кога нико присутан није знао ко је и откуд се ту створио. Али како то већ бива на српским славама, уз песме, јело и пиће све „легне“ како треба и продужи се до дубоко у ноћ када и најиздржљивији „јешници“ и „пијачи“ посустају и разилазе се.
Али ове године, Калча, Курјак, Смук и незвани (и незнани) Светислав надмашили су сами себе. Натчовечанским напорима они успевају да остану за столом док уморни и клонули Ивко и Кева одлазе у кревет.
И тако су они, орни и на ногама, на згражавање Ивка и Кеве дочекали и други дан славе, у народу познат као патерице. У подне тог дана почели су да стижу и угледни гости и даљи пријатељи који су обичавали да код Ивка не долазе првог дана. Прилив нових гостију није омео ову четворицу. Они су изнели сто, пиће и храну у двориште и ту наставили да славе славу свог пријатеља, тврдо решени да не посустану и јуначки истрају до последњег атома снаге. Ивко и Кева би их, наравно, врло радо избацили, али не могу јер знају да није ред да се гости избацују из куће а ови то обилато користе. Ем баханалишу, ем приговарају Ивку да није љубазан домаћин јер неће да их двори већ их сваки час подсећа да би био ред да се разиђу. Удварају се Мариоли и њеној мајци, удовици Сики, једу, пију, пуцају, тамане кокошке, певају серенаде, на опште весеље комшија и грађана који су се искупили на капији Ивкове куће.
И тако то траје и друге ноћи, и трећег јутра када преморени и очајни Ивко, решава да оде код председника општине не би ли их овај својим ауторитетом избацио из његовог дворишта.
После неколико сати одсуства, уверен да им је коначно „доакао“, Ивко се појављује у својој кући, пола сата након председника општине. А тамо музика, играње, певање, чочеци, јагње на ражњу, весеље још веће него док је он био ту. А на челу параде председник општине лично. Испоставља се да је он још већи гурман и бекрија од оних које је дошао да потера. Поврх свега, испоставља се да је тог дана Марковдан, Курјакова слава, па ови настављају да славе славу свог побратима, али у Ивковој кући.
Није важно да ли се слави трећи дан Ђурђевдана или први дан Марковдана, битно је да се слави. Када се добро најео и напио, баш у моменту када је Ивко почео да страхује да ће се ово прећи у још једно тродневно шенлучење, председник Ивку предлаже следећи договор - да њих двојица испросе Мариолу и Сику за Светислава и Курјака, а ови ће се заузврат повући са „борбених“ положаја из Ивковог дворишта.
И тако и би, као да их је сунце огрејало, Ивко и Кева радосно испросише жене за ову двојицу, а братија је села у кочије и свој гастро-малигански пир наставила у Кутинама (село поред Ниша). Докле су тамо били и шта су све радили никада се није сазнало, али оно што се зна јесте да су се скромно и без много помпе Светислав и Курјак оженили Мариолом и Сиком, и да су убрзо стигла и деца.

## Улоге
| Глумац                   | Улога                 |
| ------------------------ | --------------------- |
| Зоран Цвијановић         | Ивко Мијалковић       |
| Драган Бјелогрлић        | Микал Николић „Калча“ |
| Милорад Мандић           | Мита Крстић „Курјак“  |
| Срђан Тодоровић          | Јован Илић „Смук“     |
| Никола Ђуричко           | Светислав             |
| Аница Добра              | Сика                  |
| Драган Николић           | председник општине    |
| Наташа Нинковић          | Параскева Мијалковић  |
| Бранимир Брстина         | Стеван Сремац         |
| Велимир Бата Живојиновић | господин Мирко        |
| Данијела Штајнфелд       | Мариола               |
| Воја Брајовић            | краљ Милан Обреновић  |
| Никола Којо              | цигански музикант     |
| Предраг Ејдус            | Феликс Каниц          |
| Власта Велисављевић      | владика               |
| Драгомир Чумић           | Кузман                |
| Горан Даничић            | Трифун                |
| Енис Бешлагић            | Ибро                  |
| Ивана Михић              | француска снајка      |

## Музика за филм
Музику за филм је написао Жељко Јоксимовић. Написао је 18 композиција за Ивкову славу.

## Локација снимања филма
Филм Ивкова слава је сниман у старом делу Ваљева, у "Тешњару", у Београду и Пироту. Највећи део филма је сниман у пиротском музеју "Понишавље", чија је унутрашњост у потпуности задржала дух друге половине деветнаестог века.

## Занимљивости
- Сви ликови из Ивкове славе су постојали у стварном животу, са изузетком што су некима промењена имена. Тако се у стварном животу газда Ивко звао Живко и славио је Светог Јована.
- Због неразумевања власти у Нишу, ни једна сцена из филма није снимљена у овом граду, иако радња филма говори о догађајима смештеним у овај град.
- Прилику да први виде филм имали су грађани Пирота.[2]